# Markus Widenmeyer
Markus Widenmeyer (* 12. März 1973 in Böblingen) ist ein deutscher Chemiker, Autor und Politiker (parteilos, ehemals PBC, AUF, AfD und CSU). Vom 1. bis zum 23. Januar 2018 gehörte er für die AfD dem Landtag von Baden-Württemberg als Abgeordneter an.

## Leben und Wirken
Markus Widenmeyer wurde in Böblingen geboren, wuchs in Schönaich auf und legte im Mai 1992 das Abitur am Goldberg-Gymnasium in Sindelfingen ab. Nachdem er von Juli 1992 bis Juli 1993 seinen Grundwehrdienst in Roth und Leipheim geleistet hatte, begann er im Oktober 1996 ein Studium der Chemie an der Universität Stuttgart und diplomierte 1998 bei Emil Roduner über „Synthese und Charakterisierung von DeNOx-Speicherkatalysatoren zur Entstickung O2-reicher, motorischer Abgase“. Anschließend promovierte er an der Technischen Universität München bei Reiner Anwander und Wolfgang A. Herrmann zur Synthese und Derivatisierung periodisch mesoporöser Silicate. Seit 2001 arbeitet Widenmeyer in der zentralen Forschung eines weltweit tätigen Technologie-Konzerns. Bereits im Oktober 1995 begann er ein Zweitstudium mit dem Hauptfach Philosophie, das er nach einigen Jahren Unterbrechung 2007 mit dem akademischen Grad Magister Artium abschloss.
Widenmeyer, der eine christlich-konservative Politik vertritt, trat als Direktkandidat bei der Landtagswahl 2006 im Landtagswahlkreis Breisgau für die Partei Bibeltreuer Christen (PBC) und bei der Landtagswahl 2011 im Landtagswahlkreis Böblingen für die AUF – Partei für Arbeit, Umwelt und Familie (AUF) an, erreichte aber nur 0,6 % (2006) bzw. 1,1 % (2011) der Stimmen. 2015 trat er in die Alternative für Deutschland (AfD) ein, nachdem Bernd Lucke und Hans-Olaf Henkel die Partei verlassen hatten. Bei der Landtagswahl 2016 trat er als Direktkandidat der AfD im Landtagswahlkreis Böblingen an und verpasste mit 16,5 % der Stimmen sowohl das Direktmandat (Thekla Walker, Grüne, 27,7 %) als auch das Zweitmandat. Am 1. Januar 2018 übernahm er das Landtagsmandat des ehemaligen Fraktionsvorsitzenden Jörg Meuthen, der Ende 2017 als Nachrücker für Beatrix von Storch in das Europäische Parlament gewechselt war. Bereits nach wenigen Wochen als Parlamentarier legte Widenmeyer am 23. Januar 2018 sein Landtagsmandat nieder. Für ihn rückte Harald Pfeiffer nach. Die AfD-Fraktion nannte dafür persönliche Gründe. Der Kreisverband Böblingen gab jedoch an, dass Widenmeyer wegen der starken Tendenzen innerhalb der AfD-Fraktion zur Wiederaufnahme von Wolfgang Gedeon in die Fraktion sein Mandat niedergelegt habe. Widenmeyer halte Gedeons Haltung für inakzeptabel, schrieb die Stuttgarter Zeitung. Er hatte laut der Zeitung immer wieder Gedeons Positionen widersprochen und sich gegen jede Form von Antisemitismus gewehrt. 2019 trat er aus der AfD aus. 

## Positionen
Markus Widenmeyer ist evangelikaler Christ. Er veröffentlichte im Verlag der bibeltreuen Studiengemeinschaft Wort und Wissen 2019 sein Buch Das geplante Universum. Wie die Wissenschaft auf Schöpfung hindeutet. Die Mitglieder der Studiengemeinschaft Wort und Wissen vertreten einen Glauben, der auf einer wörtlichen Auslegung der Bibel und damit deren Schöpfungsglauben (Kreationismus) beruht. In seinem Buch schlussfolgert Widenmeyer aus Umständen der Erdgeschichte und Evolution, dass es nahe liege, dass „hinter dieser Welt ein höchst intelligenter Schöpfer steht, der uns gewollt hat“ (Infotext des SCM-Shops). Widenmeyers Einlassungen werden von der Fachwelt als unwissenschaftlich bzw. rational nicht begründet zurückgewiesen.

## Publikationen (Auswahl)
- Reiner Anwander, Iris Nagl, Markus Widenmeyer: Surface Characterization and Functionalization of MCM-41 Silicas via Silazane Silylation. In: The Journal of Physical Chemistry B. Volume 105, Issue 15, 2000, S. 3532–3544, doi:10.1021/jp993108d (englisch).
- Markus Widenmeyer: Periodisch Mesoporöses Silica – Synthese und Oberflächenderivatisierungen. Vollständiger Abdruck der von der Fakultät für Chemie der Technischen Universität München zur Erlangung des akademischen Grades eines Doktors der Naturwissenschaften genehmigten Dissertation. München 2001 (tum.de [PDF; 4,0 MB; abgerufen am 29. Juli 2018]).
- Markus Widenmeyer, Reiner Anwander: Pore Size Control of Highly Ordered Mesoporous Silica MCM-48. In: Chemistry of Materials. Volume 14, Issue 4, 2002, S. 1827–1831, doi:10.1021/cm011273b (englisch).
- Andreas Fischbach, Michael G. Klimpel, Markus Widenmeyer, Eberhardt Herdtweck, Wolfgang Scherer, Reiner Anwander: Stereospecific Polymerization of Isoprene with Molecular and MCM‐48‐Grafted Lanthanide(III) Tetraalkylaluminates. In: Angewandte Chemie. Volume 116, Issue 17, 2004, S. 2284–2289, doi:10.1002/ange.200352730 (englisch).
- Markus Widenmeyer: Welt ohne Gott? Eine kritische Analyse des Naturalismus. SCM Hänssler, Holzgerlingen 2014, ISBN 978-3-7751-5619-6 (2., überarbeitete Auflage 2015).
- Markus Widenmeyer: Das geplante Universum. Wie die Wissenschaft auf Schöpfung hindeutet. SCM Hänssler, Holzgerlingen 2019, ISBN 978-3-7751-5960-9.
- Markus Widenmeyer: Moral ohne Gott? Eine Verteidigung der theistischen Grundlegung objektiver Moral. SCM Hänssler, Holzgerlingen 2022, ISBN 978-3-7751-6169-5.